# Gabrius piliger
Gabrius piliger är en skalbaggsart som beskrevs av Étienne Mulsant och Claudius Rey 1876. Gabrius piliger ingår i släktet Gabrius, och familjen kortvingar. Arten är reproducerande i Sverige.